# Mychonia lutea
Mychonia lutea là một loài bướm đêm trong họ Geometridae.